# Buy American Act
Il Buy American Act è una legge, emanata nel 1933 dal Congresso statunitense durante la presidenza Roosevelt ed ancora in vigore, allo scopo di proteggere le imprese manifatturiere nazionali, limitando l'acquisto di prodotti finiti stranieri per commesse pubbliche all'interno del territorio nazionale.

## Definizioni
Ai sensi della legge, si definisce come "prodotto interno finito" un prodotto per il quale il costo delle parti che lo costituiscono estratte, prodotte o realizzate negli Stati Uniti d'America è superiore al 50 % del costo totale del prodotto finito.

## Esclusione dell'applicazione
Il Buy American Act non viene applicato nei casi in cui:
- Il prezzo del prodotto interno statunitense è eccessivo e il prodotto finito straniero è più economico anche se è stato maggiorato del
  - 6 % se il prodotto straniero concorre con un'impresa americana di grosse dimensioni;
  - 12 % se il prodotto straniero concorre con un'impresa americana di piccole dimensioni;

- I materiali interni non raggiungono gli standard minimi di qualità o non coprono la quantità necessaria.

- Esistono deroghe derivanti da trattati commerciali internazionali.

- I materiali saranno utilizzati fuori dal territorio nazionale.

- I materiali saranno utilizzati per scopi militari.